# Błąd (film)
Błąd (tytuł oryginalny: Gabimi) – albański film fabularny z roku 1986 w reżyserii Drity Koçi-Thany.

## Opis fabuły
Martin jest rezolutnym ale i bardzo ciekawskim dwunastoletnim chłopcem, obdarzonym niezwykłą wyobraźnią. Fascynuje go stadnina koni, w której pracuje jego ojciec. Podsłuchując rozmowy, które toczą jego rodzice ze starszym rodzeństwem i z nauczycielką opacznie pojmuje ich sens, a wyobraźnia podsuwa mu dalekie od prawdy wyjaśnienia toczących się rozmów.
Film realizowano w Tiranie.

## Obsada
- Ergin Kuke jako Martin
- Rajmonda Bulku jako matka
- Bujar Lako jako Arjan, ojciec Martina
- Marika Kallamata jako babka
- Genti Mehmeti jako Ilir
- Ariola Rrenja jako Besa
- Ilia Shyti jako dziadek
- Margarita Xhepa jako nauczycielka
- Klaus Qinami
- Iris Pekmezi
- Ernald Zajmi